# ليليان ماي أرمفيلد
ليليان ماي أرمفيلد (3 ديسمبر 1884 - 26 أغسطس 1971)، ممرضة أسترالية ورائدة ومحققة شرطة نسائية في سيدني، وهي واحدة من أوائل النساء اللواتي خدمن في هذا الدور.

## النشأة
ولدت ليليان ماي أرمفيلد في ميتاجونج، نيو ساوث ويلز، في 3 ديسمبر 1884، لجورج أرمفيلد وإليزابيث أرمفيلد (نيي رايت). كانت وظيفتها الأولى في عام 1907 كممرضة في مستشفى كالان بارك للمجانين في كالان بارك، سيدني. تركت هذا الدور لشغل منصب رائد كمحقق شرطي بشرطة نيو ساوث ويلز في 1 يوليو 1915.
عند تجنيدها كشرطية خاصة تحت الاختبار، كان طولها 5 أقدام و7 بوصات (172 سم)، ووزنها 12 ستون 10 رطل. (81 كجم)، ولها عيون بنية فاتحة، وشعر بني، وبشرة فاتحة. وصفها الضابط في المقابلة بأنها «ذكية للغاية وإنها بلا شك جيدة ومرشحة مناسبة للغاية».

## مهنة الشرطة: 1915-1949
عملت أرمفيلد كمحقق شرطة لأكثر من ثلاثين عامًا، وعملت بشكل رئيسي في محليات سوري هيلز ودارلينج هيرست. في البداية: شرطي خاص تحت الاختبار، لم تزود أرمفيلد بزي رسمي أو دفع مقابل العمل الإضافي والنفقات الإضافية مثل زملائها الذكور، وقد عانت أيضًا من التمييز من حيث التعويض عن الإصابات التي لحقت بها أثناء أداء الواجب ولم يكن لديها حقوق معاشات تقاعدية في نهاية حياتها المهنية.
خلال تلك المهنة الطويلة والمتميزة، واجهت أرمفيلد الجانب المظلم من عالم الجريمة العنيف في سيدني، حيث واجهت القتل والاغتصاب والاتجار بالبشر. كانت عدوًا لقائدات عصابات العالم السفلي مثل تيلي ديفين وكيت لي، المرتبطين بعنف عصابة الحلاقة في عشرينيات القرن الماضي، كما عملت أيضًا كأخصائية اجتماعية، حيث حذرت النساء الأصغر سنًا من إصابات جروح الرصاص أو قطع الحلاقة، ومن الارتباط بالمجرمين الذكور. كانت معاصرة لضباط شرطة سيدني راي بليسيت وفرانك فاريل.
على الرغم من شجاعتها وتفانيها، لم تُمنح ليليان أرمفيلد التقدير الكافي خلال حياتها المهنية كمحترفة، فقد رُقيت ببطء فقط، وأصبحت رقيبًا خاصًا (من الدرجة الثالثة) في عام 1923، ورقيبًا خاصًا (من الدرجة الأولى) في عام 1943. كانت مسؤولة عن جميع شرطيات نيو ساوز ويلز حتى تقاعدها. و عُرفت بأنها الشرطية الوحيدة التي أُعطيت الحق في حمل سلاح الخدمة.

## أوسمة
في عام 1946، تلقت إشادة رسمية لعملها في حياتها، وحصلت على وسام شرطة الملك وخدمة الإطفاء.
حصلت على وسام الخدمة الإمبراطورية في عام 1949، عندما تقاعدت من خدمة الشرطة في سن الخامسة والستين.
نُشرت قصة حياتها ، الملاك الوعر - الرعاية المدهشة للشرطة ليليان أرمان في عام 1961 وأصبحت من أكثر الكتب مبيعًا. كتبه فينس كيلي، صحفي مشهور من سيدني
في عام 2001، أُدرجت أرمفيلد في قائمة الشرف الفيكتورية للنساء.

## الوفاة
عاشت ليليان أرمفيلد سنواتها الأخيرة في نزل ميثوديست في ليخاردت، سيدني. توفيت في مستشفى مقاطعة لويشام في 26 أغسطس 1971، عن عمر يناهز 86 عامًا. على الرغم من أنها لم تتزوج أبدًا ولديها عدد قليل من الأقارب، إلا أن العديد من زملائها وأصدقائها القدامى حضروا جنازتها في محرقة الضواحي الشمالية التي تضم حرس الشرف من الشرطة.